# João Comneno Asen
João Comneno Asen (m. 1363) foi sobrinho do imperador búlgaro João Alexandre e irmão de Helena da Bulgária, consorte de Estêvão Úresis IV (rei da Sérvia entre 1331 e 1346 e fundador do Império Sérvio em 1346). Foi nomeado por este déspota do Principado de Valona (também conhecido como Despotado de Valona).
Governou o principado, situado no sul do que é hoje a Albânia e o Epiro, na Grécia e centrado em Valona (atualmente chamada Vlorë), mantendo intensas relações comerciais com as repúblicas de Veneza e de Ragusa (Dubrovnik).
Após a morte de Estêvão Úresis em 1355 aliou-se a Simeão Úresis na disputa deste pelo trono sérvio contra o sucessor legítimo Estêvão Úresis V.
Após a morte de João Comneno Asen em 1363, o seu filho Alexandre Comneno Asen herdou o despotado.